# Malawiaanse presidentsverkiezingen (2020)

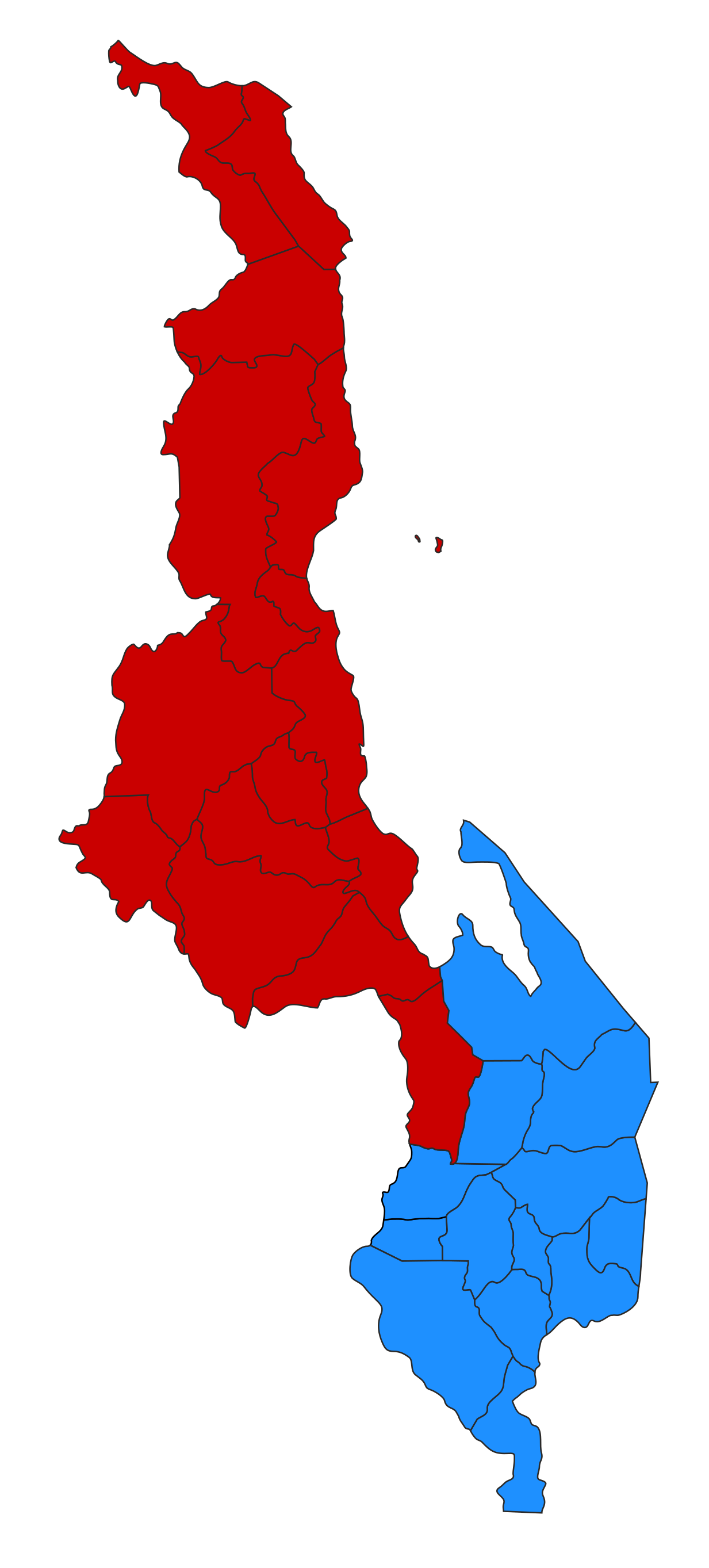
De kiesdistricten gewonnen door Peter Mutharika zijn blauw gekleurd; de districten gewonnen door Lazarus Chakwera zijn rood gekleurd.

De Malawiaanse presidentsverkiezingen van 2020 vonden op 23 juni plaats en waren een herverkiezing nadat het resultaat van de presidentsverkiezingen van 2019 door het constitutionele hof ongeldig was verklaard. De verkiezingen van 2019 waren volgens het hof oneerlijk verlopen. Zittend president Peter Mutharika van regeringspartij Democratic Progressive Party had die verkiezingen nipt gewonnen van Lazarus Chakwera van oppositiepartij Malawi Congress Party (MCP). Algemeen werd aangenomen dat Mutharika achter de verkiezingsfraude zat.
Bij de herverkiezing van 2020 namen Mutharika en Chakwera het tegen elkaar op. Om zijn kansen te vergroten had Chakwera een akkoord gesloten met Saulos Chilima, de nummer drie van de verkiezingen van 2019. Deze riep zijn aanhang op te stemmen op Chakwera.
In augustus 2021 onderzoekt het Grondwettelijk Hof een beroep dat is ingediend door de Progressieve Democratische Partij van Peter Mutharika. Hij roept op tot het annuleren van de presidentsverkiezingen van 2020 omdat vier van zijn vertegenwoordigers geen zitting hadden in de kiescommissie.

## Uitslag
Chakwera wist bij een opkomst van 64,81% de verkiezingen te winnen. Hij kreeg 59,34% van de stemmen. Mutharika bleef steken op 39,92%.
| Kandidaat                         | Kandidaat                         | Partij                             | Stemmen   | %      |
| --------------------------------- | --------------------------------- | ---------------------------------- | --------- | ------ |
|                                   | Lazarus Chakwera                  | Malawi Congress Party              | 2.604.043 | 59,34  |
|                                   | Peter Mutharika                   | Democratic Progressive Party       | 1.751.877 | 39,92  |
|                                   | Peter Kuwani                      | Mbakuwaku Movement for Development | 32.456    | 0,74   |
| Ongeldige stemmen/ blanco stemmen | Ongeldige stemmen/ blanco stemmen | Ongeldige stemmen/ blanco stemmen  | 57.323    | 1,29   |
| Totaal                            | Totaal                            | Totaal                             | 4.445.699 | 100,00 |
| Geregistreerde kiezers/ opkomst   | Geregistreerde kiezers/ opkomst   | Geregistreerde kiezers/ opkomst    | 6.859.570 | 64,81  |
| Bron: Malawi Electoral Commission |                                   |                                    |           |        |

## Afbeeldingen

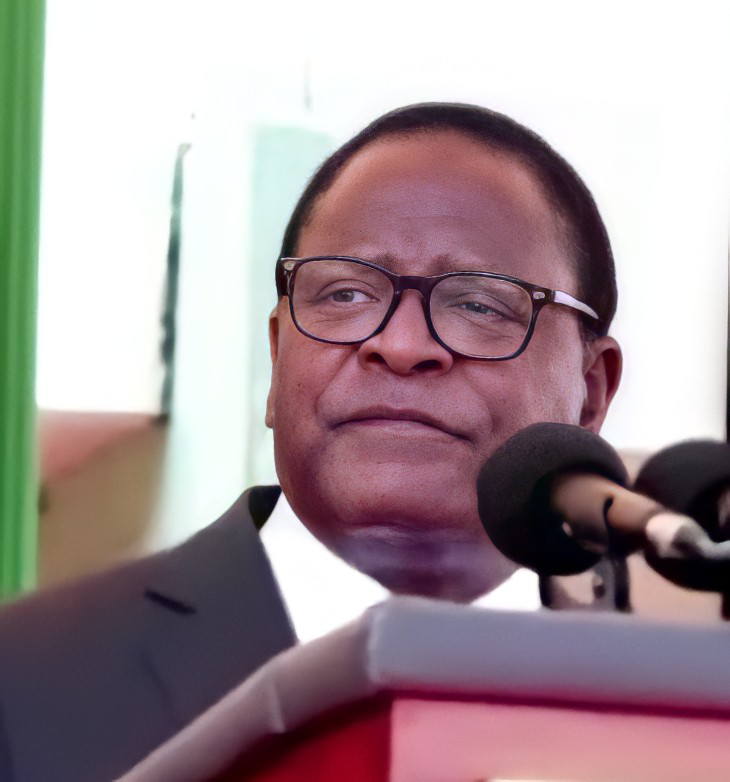
Lazarus Chakwera won de presidentsverkiezingen met 59,34% van de stemmen
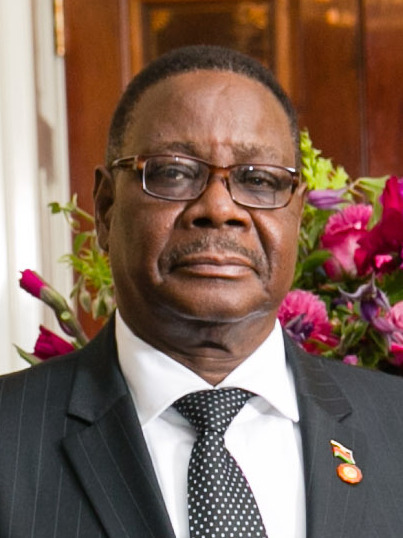
Peter Mutharika verloor met 39,92% van de stemmen